# ナイラク・ブカ
ナイラク・ブカ（モンゴル語: Нялх бух、中国語: 乃剌忽不花 Nairaqu buqa、生没年不詳）は、チンギス・カンの孫のアリクブケの息子で、モンゴル帝国の皇族。『元史』などの漢文史料では乃剌忽不花（nǎiláhū búhuā）、『集史』などのペルシア語史料ではنایرو بوقا(Nāīrū būqā)と記される。

## 概要
『集史』「バルグト部族志」によると、ナイラク・ブカはバルグト部の分枝トーラス氏出身の側室より生まれたという。
ナイラク・ブカの事蹟については記録が少ないが、『集史』「クビライ・カアン紀」第三部（事実上のアリクブケ伝）によるとコンギラト出身のアシクタイ・ハトゥンとの間にヤイジ、ヤムシュカ、バヤン、エブゲンという息子がおり、オルクヌウト出身のウルジン・エゲチとの間にウラテムルという息子がいたという。

## アリクブケ王家
- アリクブケ大王（Ariq Buke >阿里不哥/ālǐbúgē,اریغ بوکا/Arīq būkā）
  - 威定王ヨブクル（Yobuqur >薬木忽児/yàomùhūěr,یوبوقور/Yūbūqūr）
  - メリク・テムル（Melik temür >明里帖木児/mínglǐ tiēmùér,ملک تیمور/Melik tīmūr）
    - ミンガン（Mingγan >منگقان/Mingqān）
      - ソセ（Söse >سوسه/Sūsa）
        - アルパ・ケウン（Arpa Ku'ün >ارپا كاون/Arpā Kāūn）

  - ナイラク・ブカ大王（Nairaqu buqa >乃剌忽不花/nǎiláhū búhuā,نایرو بوقا/Nāīrū būqā）